# Escota (Álava)
Escota (en euskera y oficialmente Axkoeta) es una localidad del concejo de Artaza-Escota, que está situado en el municipio de Ribera Alta, en la provincia de Álava, País Vasco (España).

## Historia
Hacia mediados del siglo XIX, el lugar, por entonces perteneciente al ayuntamiento de Lacozmonte, tenía contabilizada una población de 32 habitantes. Aparece descrito en el séptimo volumen del Diccionario geográfico-estadístico-histórico de España y sus posesiones de Ultramar de Pascual Madoz con las siguientes palabras:

ESCOTA: l. del ayunt. de Lacozmonte en la prov. de Alava (á Vitoria 4 leg.), part. jud. de Añana (5/4), c. g. de las Provincias Vascongadas, aud. terr. de Burgos, dióc. de Calahorra (21): sit. entre dos collados con clima templado y sano. Tiene 10 casas; escuela con Ormijana, concurrida por 20 niños y dotada con 14 fan. de trigo; igl. parr. (la Concepcion) servida por un beneficiado; y 4 fuentes, una de ellas muy próxima á la pobl. Confina el térm. N. Jocano; E. Ormijana; S. Añana; O. Artaza; hay un monte poblado de encinas en la parte N., y al S. se hallan algunos robles. El terreno es de mediana calidad. Los caminos locales. Recibe el correo de la cap. del part. prod.: trigo, cebada, avena, menuceles y patatas; cria ganado vacuno, caballar, cabrio y lanar; caza de perdices, liebres, codornices, zorras y ardillas. comercio: esportacion de leña y carbon. pobl.: 9 vec., 32 alm. contr. con su ayunt.
(Madoz, 1847, p. 547)

En la actualidad, pertenece al municipio de Ribera Alta.

## Demografía
En 2022, la entidad singular de población tenía empadronados veintidós habitantes y el núcleo de población, los mismos.
| Gráfica de evolución demográfica de Escota entre 2000 y 2017 |
|                                                              |
| Población de derecho según los censos de población del INE.  |

## Patrimonio
Hay en el lugar una iglesia de la Purísima Concepción.